# 静岡県草薙総合運動場体育館
静岡県 草薙総合運動場 体育館（しずおかけん くさなぎそうごううんどうじょう たいいくかん）は、静岡県静岡市駿河区の静岡県草薙総合運動場内に所在する体育館である。2015年3月31日に閉館した旧体育館と、2015年4月2日に開館した新体育館（愛称：このはなアリーナ）について述べる。

## 旧体育館
旧体育館は1965年に着工され1966年に開場した。設計は山下寿郎設計事務所、施工は住友建設株式会社による。1999年には女子バスケアジア選手権が開催。また、第58回国民体育大会でも会場の一つとしても使用された。またWリーグのシャンソンVマジックがホームタウンゲームを開いていた。
かつてはコンサート会場として利用されたこともあり、松田聖子やスティービー・ワンダー、ホイットニー・ヒューストン、ダイアナ・ロスがこの場所でコンサートを開催している。

### 施設
- アリーナ
  - 面積 2,250m2（75m×30m）

### 事故
2009年4月、バスケットボールの片付けの最中に会社員がバスケットボールゴールの支柱に首を挟まれ死亡する事故が発生した。これを受けて草薙体育館を運営する静岡県体育協会グループは当面の間バスケットボールの使用を中止することになった。

## 建て替え
旧体育館は築45年が経過し、耐震性の問題に加え建物の老朽化が進行していたため、建て替えが決定した。一時は多目的アリーナとして東静岡駅北口への移転も検討されたが、現・体育館の隣接地である静岡学園跡地に決定し、2013年2月に工事が開始された。
2015年3月21日、旧体育館のさよならセレモニーが開催された。旧体育館は2015年度中に解体工事にかかり、緑地として整備される。

## 新体育館

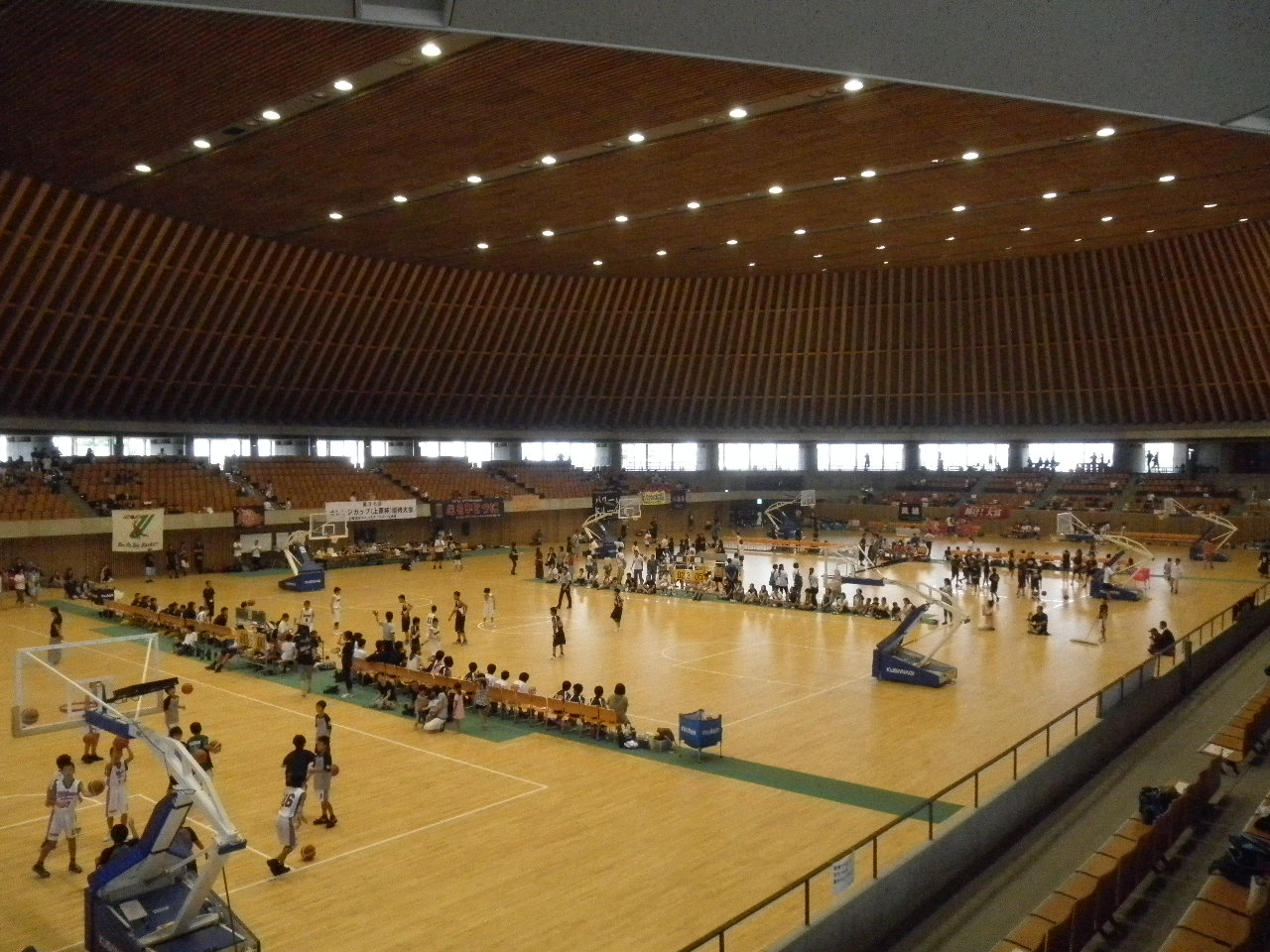
アリーナ

2014年9月より新体育館の愛称を募集した結果、「このはなアリーナ」に決定した。名称は富士山の御祭神であるコノハナノサクヤヒメに因む。
アリーナの外壁にはメンテナンスが容易なチタン亜鉛合金板を使用して長寿命化を図るとともに、内装材には静岡県産の天竜杉を使用しており、2015年4月2日に開館した。地域防災拠点としての機能も有する。

### 施設
- メインアリーナ
  - 面積 3,772m2（82m×46m）[18]
  - 観客席　固定2700席[18]
  - 利用可能数 - バレーボール 4面、バスケット 4面、ハンドボール3面など。
- サブアリーナ
  - 面積 714m2（34m×21m）[18]
  - 利用可能数 - バレーボール 1面、バスケット 1面など。

### 主な大会・イベント
- 2015年4月5日にこけら落としとして、大相撲富士山静岡場所が開催された[19]。

## 交通アクセス
- 静岡鉄道静岡清水線・県総合運動場駅下車 徒歩5分[20]

## 運動場内その他の施設
- 静岡県草薙総合運動場陸上競技場
- 補助競技場
- 静岡県草薙総合運動場硬式野球場
- 静岡県草薙総合運動場軟式野球場
- 静岡県草薙総合運動場球技場
- 庭球場
- 水泳場
- 屋内運動場